# Park Narodowy Isla Guamblin
Park Narodowy Isla Guamblin (hiszp. Parque nacional Isla Guamblin) – park narodowy w Chile położony w regionie Aysén, w prowincji Aysén (gmina Cisnes). Został utworzony 1 czerwca 1967 roku. Zajmuje obszar 106,25 km². W 2010 roku został zakwalifikowany przez BirdLife International jako ostoja ptaków IBA.

## Opis
Park obejmuje w całości niezamieszkaną wyspę Guamblin w archipelagu Los Chonos, położoną na Oceanie Spokojnym 90 mil morskich od wybrzeży Chile.

## Flora
Wyspa w całości pokryta jest roślinnością. Dominującymi drzewami są tu m.in.: narażony na wyginięcie Pilgerodendron uviferum oraz Nothofagus nitida i Nothofagus betuloides.

## Fauna
Ssaki żyjące w parku to m.in.: wydrak południowy i kotik południowy. Ptaki to m.in.: krytonos rudogardły, turko czarnogardły, a także różne gatunki mew, kormoranów i kaczek.